# Opcja kupna
Opcja kupna (ang. call option lub krótko call) – kontrakt, w którym wystawca opcji gwarantuje nabywcy opcji możliwość dokonania w przyszłości transakcji kupna od wystawcy (ang. writer) instrumentu bazowego danej opcji po cenie ustalonej przez obie strony w chwili zawarcia kontraktu opcyjnego.
Ważność opcji zwykle jest określana przez podanie konkretnej daty, zwanej datą wygaśnięcia (ang. expiration date) danej opcji. Cena, którą ewentualnie zapłaci posiadacz opcji kupna w momencie realizacji kontraktu nazywa się ceną wykonania (ang. strike price lub exercise price).